# Расцвет (фильм)
«Расцвет» (англ. Flourish) — фильм снятый и спродюсированный Кевином Пэлисом в 2006 году.

## Сюжет
В психиатрической клинике учитель и корректор Гэбби Уинтерс рассказывает о вечере, когда она осталась присматривать за 16-летней девушкой. В этот вечер она пропала. Рассказ записывается на видео. Этим вечером также были описаны события восьми человек: шпион, который ищет какой-то конверт, муж-военный, его любовница, психически нездоровая женщина, похищенная женщина и её жених, который избивает каждого, кто, как он считает, обидел его невесту.

## В ролях
| Актёр              | Роль                  |
| ------------------ | --------------------- |
| Дженнифер Моррисон | Гэбриэль Уинтерс      |
| Джесси Спенсер     | Эдди Гейтер           |
| Лейтон Мистер      | Люси Ковнер           |
| Дэниел Робук       | Чарльз Ковнер         |
| Оливия Бернетт     | Бриджет Бернхэм       |
| Конни Рэй          | Венди Ковнер          |
| Виктория Келлер    | Мэри Уилкокс          |
| Иэн Бреннан        | доктор Картер Кауфман |